# Задача о мятом рубле
Задача о мятом рубле, или задача о салфетке Маргулиса, — задача о математике оригами, первая задача в списке задач Арнольда.

## Формулировка
Можно ли сложить прямоугольный лист бумаги в плоскую фигуру с периметром больше, чем у исходного прямоугольника? Рвать и резать бумагу нельзя.
В математически точной формулировке требуется уточнить, что значит «сложить». 
В зависимости от этого уточнения, ответом может быть «да», «нет» или «неизвестно».

Сгибание и отгибание

Например, если считать, что после каждого складывания лист бумаги склеивается с собой, то несложно доказать, что при каждом складывании периметр уменьшается, в частности, его нельзя увеличить.
Однако, если рассмотреть сгибание и отгибание листа, как показано на рисунке, то легко видно, что при отгибании периметр увеличивается, хотя и остаётся меньше периметра исходного квадрата.
Неизвестно, можно ли увеличить периметр, пользуясь только сгибаниями и отгибаниями. 
Тем не менее, если разрешить одновременно сгибать лист вдоль нескольких складок, то увеличить периметр, оказывается, можно.
Подобные сложные складки распространены в оригами, и именно оригамисты первыми сумели продвинуться в решении задачи.
С одной стороны, в оригами часто растягивают или сжимают бумагу, что недопустимо в математической формулировке.
С другой стороны, идеальная математическая «бумага» не имеет толщины, и даже большие «сэндвичи» можно свободно складывать.

## История
Этот вопрос часто называют фольклорным, но, по-видимому, он был впервые сформулирован Арнольдом в 1956 году.
На Западе задача стала известна под названием «задача о салфетке Маргулиса».
Основной шаг в частичном решении задачи был сделан оригамистами.
Частичные решения были предложены Крат,
Лэнгом, Ященко.
Наиболее полное решение было представлено Тарасовым.